# Mega Man (seria)
Mega Man (w Japonii Rockman) – seria gier wideo stworzona przez Capcom, rozpoczęta wydaną w 1987 roku grą Mega Man na konsolę Nintendo Entertainment System.

## Seria na konsole stacjonarne
| lp. | Tytuł gry (amerykański) | Tytuł gry (japoński) | Platforma                          | Data wydania                       |
| --- | ----------------------- | -------------------- | ---------------------------------- | ---------------------------------- |
| 1   | Mega Man                | Rockman              | NES                                | 1987 () 1990 ()                    |
| 2   | Mega Man 2              | Rockman 2            | NES                                | 1988 () 1989 () 1991 ()            |
| 3   | Mega Man 3              | Rockman 3            | NES, automaty                      | 1990 () 1992 ()                    |
| 4   | Mega Man 4              | Rockman 4            | NES                                | 1991 () 1992 () 1993 ()            |
| 5   | Mega Man 5              | Rockman 5            | NES                                | 1992 () 1993 ()                    |
| 6   | Mega Man 6              | Rockman 6            | NES                                | 1993 () 1994 ()                    |
| 7   | Mega Man 7              | Rockman 7            | SNES                               | 1995 ()                            |
| 8   | Mega Man 8              | Rockman 8            | PS, Sega Saturn                    | 1996 () 1997 ()                    |
| 9   | Mega Man & Bass         | Rockman & Forte      | SNES, GBA                          | SNES: 1998 () GBA: 2002 () 2003 () |
| 10  | Mega Man 9              | Rockman 9            | Wii, PS3 Xbox 360                  | 2008 ()                            |
| 11  | Mega Man 10             | Rockman 10           | Wii, PS3 Xbox 360                  | 2010 ()                            |
| 12  | Mega Man 11             | Rockman 11           | PC, PS4, Xbox One, Nintendo Switch | 2018 ()                            |

## Seria na konsole przenośne
| lp. | Tytuł gry (amerykański)      | Tytuł gry (japoński)                     | Platforma | Data wydania    |
| --- | ---------------------------- | ---------------------------------------- | --------- | --------------- |
| 1   | Mega Man: Dr. Wily's Revenge | Rockman World                            | GB        | 1991 () 1992 () |
| 2   | Mega Man II                  | Rockman World 2                          | GB        | 1991 () 1992 () |
| 3   | Mega Man III                 | Rockman World 3                          | GB        | 1992 () 1993 () |
| 4   | Mega Man IV                  | Rockman World 4                          | GB        | 1993 ()         |
| 5   | Mega Man V                   | Rockman World 5                          | GB        | 1994 ()         |
| 6   | Mega Man                     |                                          | GG        | 1995 ()         |
| 7   |                              | Rockman & Forte: Mirai kara no Chōsensha | WS        | 1999 ()         |
| 8   |                              | Rockman: Battle & Fighters               | NGPC      | 2000 ()         |